# أولاف هيلمر
أولاف هيلمر (بالألمانية: Olaf Helmer)‏ هو فيلسوف ألماني، ولد في 4 يونيو 1910 في برلين في ألمانيا، وتوفي في 14 أبريل 2011.